# Нафисату Тијам
Нафисату Тијам (енгл. Nafissatou Thiam; Намир, 19. август 1994) је белгијска атлетичарка, чија су специјалност вишебоји (седмобој и петобој). Трострука је Олимпијска победница у седмобоју и светска је рекордерка у дворани у петобоју са резултатом 5.055 поена.

## Каријера
Мајка јој је из Белгије, а отац пореклом из Сенегала. Родитељи су разведени од када је била дете и њена мајка је одгајала. Студирала је географију на Универзитету у Лијежу.
Атлетику је почела да тренира са седам година у клубу РФЦ Лијеж. Од почетка спортске каријере и даље је њен тренер Роже Леспањар.
У 2011. години, Тијам је освојила бронзану медаљу у скоку удаљ на белгијском првенству у атлетици у затвореном. Исте године, на светском првенству заузела је четврто место у седмобоју за спортисте млађе од 18 година.
На Светском јуниорском првенству 2012, заузела је 14. место у седмобоју. Због ових резултата је добила награду Gouden spike као најперспективнији спортиста године.
У марту 2013. године учествује на Европском атлетском првенству у дворани у Гетеборгу, где је била шеста у петобоју. У августу учествовала је на Светском првенству у Москви, где је заузела четрнаесто место у седмобоју. Исте године постала је европски шампион међу јуниорима млађим од 20 година.
Године 2014. је стигла до првих медаља на међународним такмичењима. На Европском атлетском првенству 2014. године освојила је бронзану медаљу у седмобоју. У 2015. години — у истој дисциплини узима сребро на Европском атлетском првенству у дворани у Прагу. На Светском првенству у Пекингу била је једанаеста.
На Олимпијским играма у Рију 2016. године побољшала је своје личне рекорде у пет од седам дисциплина и освојила златну медаљу. На Светском првенству 2017. године у Лондону освојила је прву златну медаљу у историји Белгије. Још једну златну медаљу освојила је 2017. у петобоју на Европском дворанском првенству у Београду. На Европском првенство 2018 у Берлину освојила златну медаљу у седмобоју.
Освојила је златне медаље у седмобоју на Олимпијским играма у Токију 2020. и Паризу 2024.

## Лични рекорди
- Седмобој - 7.013 (Гецис 2017)
- Петобој - 5.055 (Истанбул 2023) - Светски рекорд у дворани

| Дисциплина    | Резултат          | Место                            | Датум            |
| ------------- | ----------------- | -------------------------------- | ---------------- |
| 100 м препоне | 13,21             | Јуџин, Сједињене Америчке Државе | 1. јул 2022.     |
| Скок увис     | 2,02              | Таланс, Француска                | 22. јун 2019.    |
| Бацање кугле  | 15,54             | Париз, Француска                 | 8. август 2024.  |
| 200 м         | 24,37             | Гурен-Рамекроа, Белгија          | 18. мај 2019.    |
| Скок удаљ     | 6,86 (НР)         | Бирмингем, Уједињено Краљевство  | 18. август 2019. |
| Бацање копља  | 59,32 (НР)        | Гецис, Аустрија                  | 28. мај 2017.    |
| 800 м         | 2:10,62           | Париз, Француска                 | 9. август 2024.  |
| Седмобој      | 7.013 бодова (НР) | Гецис, Аустрија                  | 28. мај 2017.    |

| Дисциплина   | Резултат        | Место              | Датум             |
| ------------ | --------------- | ------------------ | ----------------- |
| 60 м препоне | 8,23            | Београд, Србија    | 3. март 2017.     |
| Скок увис    | 1,96            | Београд, Србија    | 3. март 2017.     |
| Бацање кугле | 15,54           | Истанбул, Турска   | 3. март 2023.     |
| Скок удаљ    | 6,79 (НР)       | Лијевен, Француска | 20. фебруар 2016. |
| 800 м        | 2:13,60         | Истанбул, Турска   | 3. март 2023.     |
| Петобој      | 5.055 бодова СР | Истанбул, Турска   | 3. март 2023.     |